# Sven Strömberg
Sven Strömberg (Suecia, 22 de enero de 1911-22 de octubre de 1986) fue un atleta sueco especializado en la prueba de 4x400 m, en la que consiguió ser medallista de bronce europeo en 1934.

## Carrera deportiva
En el Campeonato Europeo de Atletismo de 1934 ganó la medalla de bronce en los relevos de 4x400 metros, llegando a meta en un tiempo de 3:16.6 segundos, tras Alemania (oro) y Francia (plata).